# Marie-Théophile Griffon du Bellay
Marie-Théophile Griffon du Bellay, né le 14 août 1829 à Rochefort et mort le 10 novembre 1908 à Saint-Nazaire, est un médecin et explorateur français.

## Biographie
Griffon du Bellay est né à Rochefort. Son père, devenu commissaire de la Marine, est l’un des derniers survivants des naufragés de La Méduse. Chirurgien de marine à l’âge de 20 ans en 1849, il embarque entre 1850 et 1861 sur différents bâtiments, périodes de service à la mer entrecoupées de séjours à terre au port de Rochefort. Le 8 mars 1856, il soutient sa thèse de doctorat en médecine à Montpellier, intitulée « Essai sur le tétanos ». Chirurgien de 1re classe, à bord du Pionnier, avec le lieutenant de vaisseau Paul Augustin Serval, il essaie deux fois d'atteindre le fleuve Ogooué au Gabon (1862). Échoué en juillet dans le delta du fleuve, malade, il doit abandonner son compagnon en décembre, qui tente alors de remonter la vallée du Remboué.
À partir du 25 décembre 1867, il est médecin principal sur La Caravane, un hôpital flottant installé au Gabon. Il mène alors des études sur l'iboga et le Griffonia simplicifolia (ainsi nommé, en 1865, par Henri Baillon, en son hommage), et est le premier à décrire la maladie du sommeil. Il écrit également sur les succès obtenus par le sulfate de quinine dans le traitement du paludisme.
Il devient en 1871 directeur du service sanitaire de la Vendée, de la Loire-Atlantique et du Morbihan. Il sert ensuite en Guadeloupe (1868-1876), où il est confronté à une épidémie de fièvre jaune, puis au Sénégal (1877-1878). 

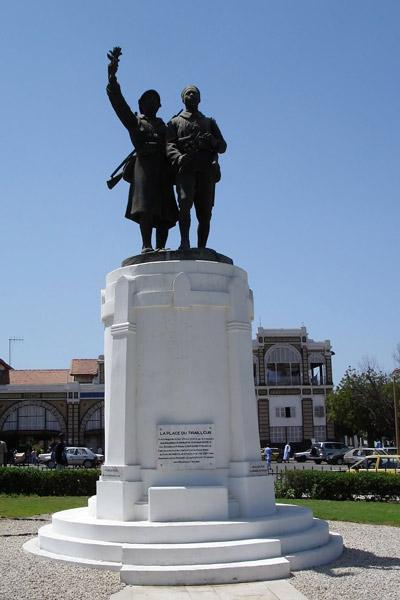
Monument aux morts Demba et Dupont à Dakar, Sénégal

Sur la place de la gare de Dakar, le monument dédié en 1923 « aux créateurs de l'AOF et à la gloire de l'armée noire » comporte — outre les statues de Demba et Dupont, le tirailleur et le marsouin — les médaillons de Louis Faidherbe et de quatre prestigieux gouverneurs, William Merlaud-Ponty, Joost Van Vollenhoven, François Joseph Clozel et Griffon du Bellay.
Il est promu en février 1878 directeur des services de Santé à Saint-Nazaire et officier de l'Instruction publique. Il repose au cimetière de La Briandais.

## Travaux
- Essai sur le tétanos, 1856, in-4º (OCLC 468134074).
- « Exploration du fleuve Ogo-Way, côte occidentale d'Afrique », Revue maritime et coloniale, vol. 9,‎ juillet-août 1862, p. 66-89 et 296-309.
- « Lettre sur l'Ogooué », Bulletin de la Société de Géographie,‎ 1864, p. 462.
- « Le Gabon », Le Tour du monde, vol. 12,‎ 1865, p. 273-320 (lire sur Wikisource).

## Distinctions
- Chevalier de la Légion d'honneur, 13 août 1863
- Officier de la Légion d'honneur, 28 décembre 1869
- Officier de l'ordre des Palmes académiques, 1879